# Jíkev
Jíkev (deutsch Jikew) ist eine Gemeinde in Tschechien. Sie liegt neun Kilometer nördlich von Nymburk und gehört zum Okres Nymburk.

## Geographie
Jíkev befindet sich am Bach Ronovka auf der Böhmischen Tafel. Südlich verläuft die Eisenbahnstrecke von Nymburk nach Jičín, die Bahnstation „Jíkev“ liegt drei Kilometer südlich auf freiem Feld.
Nachbarorte sind Studečky im Norden, Mcely, Sovenice und Bošín im Nordosten, Mečíř im Osten, Hrubý Jeseník und Oskořínek im Südosten, Bobnice, Všechlapy und Obora im Süden, Krchleby im Südwesten, Jizbice im Westen sowie Patřín und Loučeň im Nordwesten.

## Geschichte
Die erste schriftliche Erwähnung des zum Libicer Gau gehörigen Dorfes erfolgte im Jahre 1323. In der Mitte des 14. Jahrhunderts war Jíkev Sitz des Ritters Henik von Jíkev, dessen Feste in der Ortslage Račana gestanden war. Ihm folgte von 1364 bis 1385 dessen Sohn ältester Sohn Jan Šváb, der auch die Herrschaften Výkleky und Havraň besaß. Dieser konnte seine Besitzer 1364 noch um Krňovice, Rašovice, Vestec und Jizbice erweitern. Als er ohne männliche Nachkommen verstarb, verfiel sein Besitz an König Wenzel. Jan Švábs Brüdern verblieb Jíkev, Krňovice und Výkleky. Petr Šváb und sein Sohn Jan schlossen sich 1429 den Hussiten an. Das Geschlecht der Šváb von Jíkev erlosch in den Hussitenkriegen und die Feste Havraň wurde zerstört.
Zu Beginn des 17. Jahrhunderts war das Dorf geteilt. Den einen Anteil besaßen die Křinecký auf Nový Ronov, der andere gehörte den Berka von Dubá auf Loučeň. Nach der Schlacht am Weißen Berg wurde die Herrschaft Nový Ronov konfisziert und an Albrecht von Waldstein verkauft. Gleiches erfolgte auch mit der Herrschaft Loučeň, die erwarb Albrechts Bruder, Adam von Waldstein. Die Fürsten Thurn und Taxis, die seit dem 18. Jahrhundert Loučeň besaßen, kauften zu Beginn des 19. Jahrhunderts auch Ronov auf.
Nach der Aufhebung der Patrimonialherrschaften bildete Jíkev ab 1850 eine politische Gemeinde im Bezirk Poděbrady. 1855 entstand ein Glockenturm, der 1933 einstürzte. Im Jahre 1866 waren im Dorf sächsische Truppen einquartiert, die die Cholera einschleppten, an der 50 Einwohner starben. 1882 kaufte die Gemeinde den Kontributionsspeicher auf. Zwei Jahre später entstand ein neues Schulhaus. 1899 wurde eine schmalspurige Rübenbahn zwischen Oskořínek und der Zuckerfabrik Vlkava errichtet. Im Jahre 1908 erhielt der Ort eine Haltestelle an der Lokalbahn Nimburg–Jičín. 1910 lebten in den 141 Häusern von Jíkev 840 Menschen. 1920 hatte das Dorf 830 Einwohner.
1934 kam die Gemeinde zum Okres Nymburk.

## Gemeindegliederung
Für die Gemeinde Jíkev sind keine Ortsteile ausgewiesen.